# Robert Tschakert
Robert Richard Anton Tschakert (* 11. August 1882 in Tetschen, Österreich-Ungarn; † 7. April 1948) war ein tschechoslowakischer Politiker (Sudetendeutsche Partei) deutscher Nationalität. Er war von 1935 bis 1938 Abgeordneter des Tschechoslowakischen Abgeordnetenhauses.

## Leben und Werk
Tschakert war als Bauunternehmer in Bodenbach tätig. Er wurde Mitglied der aus der Sudetendeutschen Heimatfront hervorgegangenen Sudetendeutschen Partei. Für diese wurde er 1935 in das Abgeordnetenhaus der Tschechoslowakei gewählt. Nach der deutschen Besetzung des Sudetenlandes infolge des Münchner Abkommens erlosch sein Mandat am 30. Oktober 1938.